# Ambasada Grecji w Polsce

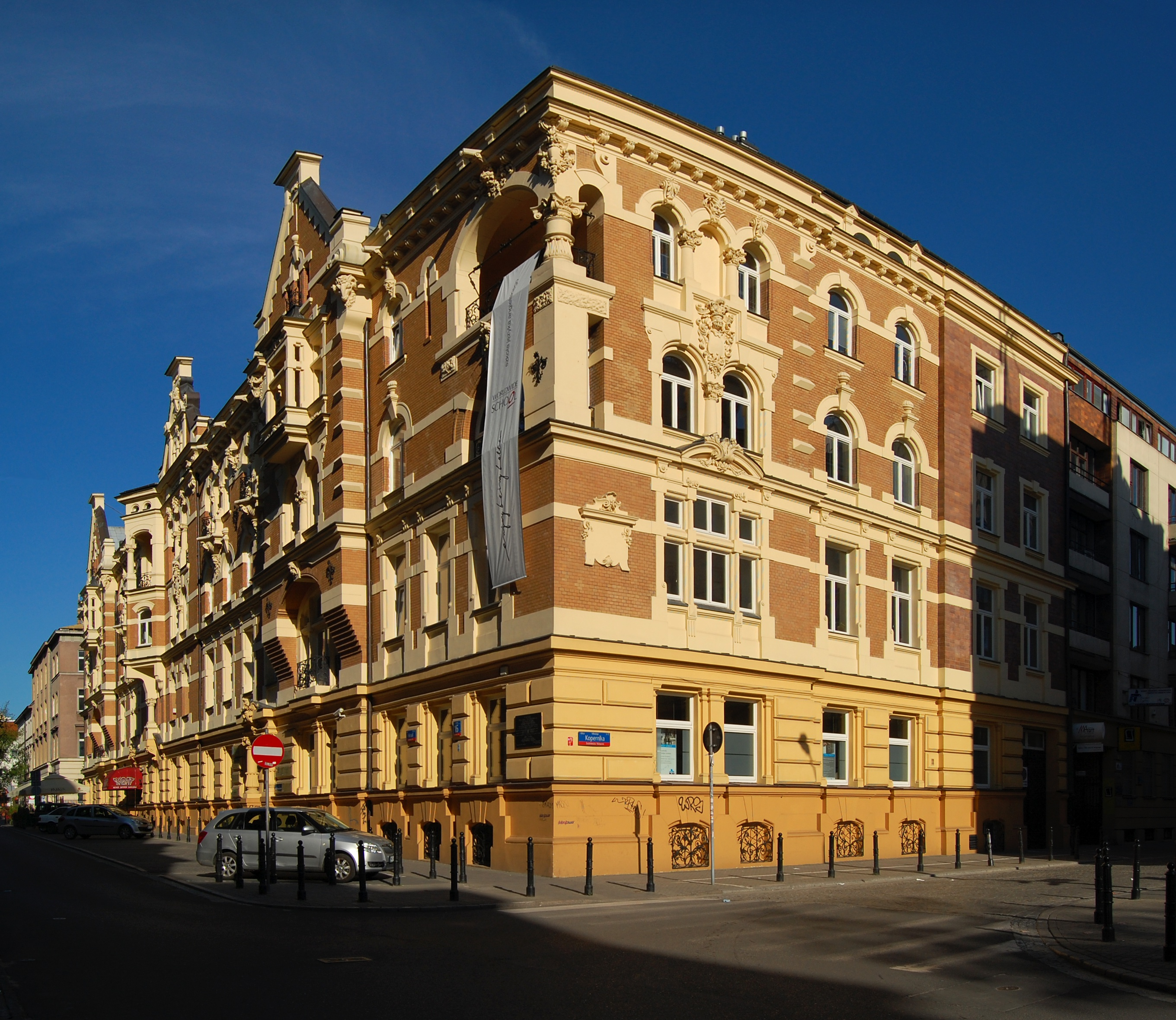
Siedziba Konsulatu Generalnego Królestwa Grecji w Warszawie w latach 1919–1922 przy ul. Foksal 16

Ambasada Grecji w Polsce, Ambasada Republiki Greckiej (grec.: Ελληνικη Πρεσβεια) – grecka placówka dyplomatyczna znajdująca się w Warszawie przy ul. Górnośląskiej 35.

## Podział organizacyjny
W skład przedstawicielstwa wchodzą:
- Biuro Konsularne (grec.: Προξενικό Γραφείο)
- Biuro ds. Ekonomicznych i Handlowych (grec.: Οικονομικές & Εμπορικές Υποθέσεις)
- Biuro Prasowe (grec.: Γραφείο Τύπου)
- ETO, Grecka Narodowa Organizacja Turystyczna (grec.: Ελληνικός Οργανισμός Τουρισμού), ul. Mokotowska 46a (od 2017)[2]
- Szkoła Grecka w Warszawie (grec.: Ελληνικό Σχολείο Βαρσοβίας), ul. Kazimierzowska 16 (od 2003)

Ponadto dwie sekcje obsługujące także Polskę mieszczą się w Ambasadzie Grecji w Berlinie:
- Biuro Attaché Obrony (grec.: Γραφείο Ακολούθου Άμυνας)
- Biuro ds. Edukacyjnych (grec.: Γραφείο Εκπαίδευσης)

## Siedziba

### Przed I wojną światową
Przed I wojną światową Grecja utrzymywała w Warszawie wicekonsulat, który mieścił się w kamienicy Karola Scheiblera przy ul. Trębackiej 4 (1903–1905), następnie przy ul. Foksal 16 róg ul. Kopernika 1 (1908–1913), obecnie nie istnieje, w międzyczasie podniesiony do rangi konsulatu generalnego.

### Okres międzywojenny
Stosunki dyplomatyczne nawiązano pomiędzy obydwoma krajami w 1919; od 1922 na szczeblu poselstw. Konsulat tego kraju funkcjonował ponownie przy ul. Foksal 16 (1919–1922), poselstwo w hotelu Bristol przy ul. Krakowskie Przedmieście 42-44 (1923), w kamienicy J. Kulikiewicza w Al. Ujazdowskich 49 (1924–1925), przy ul. Mokotowskiej 62 (1926-1927), ul. Marszałkowskiej 48 u zbiegu z ul. Koszykową (1929–1933), obecnie nie istnieje, i w willi J. Ankiewicza przy ul. Matejki 5 (1934-1939); obecnie nie istnieje.
Grecja utrzymywała też konsulat w Gdańsku, z siedzibą m.in. przy Rennerstiftsgasse 6 (obecnie ul. Gdyńskich Kosynierów 6) (1921-1922), Hauptstrasse 114 (al. Grunwaldzka) (1927), Neumarkt 4 (pl. Wybickiego) (1929), Gralathstrasse 3 (ul. Hoene-Wrońskiego) (1931), Große Allee 37 (al. Zwycięstwa) (1933).

### Po 1944
Stosunki nawiązano ponownie w 1945; od 1955 na szczeblu poselstw, od 1962 – ambasad. W latach 1958-1974 ambasada mieściła się przy ul. Chocimskiej 7, w latach 1976–1996 przy ul. Paska 21. Od 2001 znajduje się przy ul. Górnośląskiej 35, w dawnej willi Tadeusza Zielińskiego.
Biuro Radcy Handlowego mieściło się w Kamienicy Ormiańskiej przy ul. Krakowskie Przedmieście 47/51 (2001–2004).